# Ивков, Михаил Фёдорович
Михаил Фёдорович Ивков (4 (16) марта 1889 — 14 сентября 1921) — русский офицер, военный лётчик. Герой Первой мировой войны.

## Биография
Родился 4 марта 1889 года в Черниговской губернии. В 1906 году после окончания Александровского кадетского корпуса и в 1909 году Николаевского инженерного училища был произведён в подпоручики и выпущен был в 1-й Сибирский полевой воздухоплавательный батальон, обер-офицером 1-й роты. В 1910 году — обер-офицер крепостной воздухоплавательной роты Варшавского укрепленного района Брест-Литовской крепости. В 1911 году произведён в поручики и назначен обер-офицером Брест-Литовского воздухоплавательного батальона.
В 1912 году после окончания Авиационного отдела Офицерской воздухоплавательной школы был командирован в город Варшава для обучения полётам на аэропланах «Ньюпор». С 1913 года — военный лётчик 7-й воздухоплавательной роты. С 13 июля 1913 года — заведующий моторно-механическим классом роты. С 1914 года переведён во 2-ю воздухоплавательную роту, был на авиационных курсах в Москве, где обучался полётам на аппаратах новых типов. С 1915 года — начальник 23-го авиационного отряда и офицер-инструктор Военной авиационной школы. 16 (29) марта 1916 года произведён в штабс-капитаны.
17 апреля 1916 года за храбрость был награждён Георгиевским оружием:
За то, что, будучи начальником отряда 2-й воздухоплавательной роты 23-го корпусного авиационного отряда, 9-го мая 1915 г. управляя воздухоплавательным прибором, проник с опасностью для жизни в район неприятельского сосредоточения Куршаны — фольв. Юзефово — Равдзяны — Тришки — Попеляны, чем дал возможность произвести разведку и доставить своевременно сведения о подходе на рысях неприятельской кавалерии к м. Равдзяны и Тришки и одного эскадрона с 6-ю орудиями к м. Шавдыни. Добытые сведения имели весьма существенное значение на успешный ход дальнейших наших действий у Бубье. Разведка производилась под артиллерийским и ружейным огнём противника.
С 7 июня 1916 года был назначен заведующим отделом Военной авиационной школы.
Участник Гражданская война в России. С 1918 года — в Белых войсках Восточного фронта, был начальником Военной авиационной школы. 20 апреля 1919 года произведён в капитаны; с 25 июня — в подполковники.
Скончался 14 сентября 1921 года после продолжительной и тяжёлой болезни в городе Спасске Приморской области. Похоронен 16 сентября 1921 года у гарнизонной Свято-Николаевской церкви. Могила утрачена в советское время.